# Boulbon
Boulbon est une commune française, située dans le département des Bouches-du-Rhône en région Provence-Alpes-Côte d'Azur. Ancienne place forte, ce village provençal existe depuis mille ans. Aujourd'hui il est réputé grâce à son côté pittoresque et rustique. Ses habitants sont appelés les Boulbonnais. Le village est dominé par l'imposant fort bâti sur un rocher ; en ruine depuis la Révolution, il est à partir de 2014 patiemment restauré par son nouveau propriétaire.

## Géographie

### Localisation
Le village est situé à 20 minutes d'Avignon et 30 minutes d'Arles, entre la Montagnette et le Rhône.

### Communes limitrophes
Les communes limitrophes sont  Aramon, Barbentane, Saint-Pierre-de-Mézoargues et Tarascon.

### Climat
Pour des articles plus généraux, voir Climat de Provence-Alpes-Côte d'Azur et Climat des Bouches-du-Rhône.
En 2010 le climat de la commune est de type climat méditerranéen franc, selon une étude du Centre national de la recherche scientifique s'appuyant sur une série de données couvrant la période 1971-2000. En 2020, Météo-France publie une typologie des climats de la France métropolitaine dans laquelle la commune est exposée à un climat méditerranéen et est dans la région climatique  Provence, Languedoc-Roussillon, caractérisée par une pluviométrie faible en été, un très bon ensoleillement (2 600 h/an), un été chaud (21,5 °C), un air très sec en été, sec en toutes saisons, des vents forts (fréquence de 40 à 50 % de vents > 5 m/s) et peu de brouillards. 
Pour la période 1971-2000, la température annuelle moyenne est de 14,3 °C, avec une amplitude thermique annuelle de 17,9 °C. Le cumul annuel moyen de précipitations est de 687 mm, avec 5,4 jours de précipitations en janvier et 2,7 jours en juillet. Pour la période 1991-2020, la température moyenne annuelle observée sur la station météorologique de Météo-France la plus proche, « Tarascon », sur la commune de Tarascon à 7 km à vol d'oiseau, est de 15,4 °C et le cumul annuel moyen de précipitations est de 643,8 mm. 
La température maximale relevée sur cette station est de 43 °C, atteinte le 28 juin 2019 ; la température minimale est de −7,7 °C, atteinte le 4 janvier 1993,,. 
Les paramètres climatiques de la commune ont été estimés pour le milieu du siècle (2041-2070) selon différents scénarios d'émission de gaz à effet de serre à partir des nouvelles projections climatiques de référence DRIAS-2020. Ils sont consultables sur un site dédié publié par Météo-France en novembre 2022.

## Urbanisme

### Typologie
Au 1er janvier 2024, Boulbon est catégorisée bourg rural, selon la nouvelle grille communale de densité à 7 niveaux définie par l'Insee en 2022.
Elle est située hors unité urbaine. Par ailleurs la commune fait partie de l'aire d'attraction d'Avignon, dont elle est une commune de la couronne,. Cette aire, qui regroupe 48 communes, est catégorisée dans les aires de 200 000 à moins de 700 000 habitants,.

### Occupation des sols
L'occupation des sols de la commune, telle qu'elle ressort de la base de données européenne d’occupation biophysique des sols Corine Land Cover (CLC), est marquée par l'importance des forêts et milieux semi-naturels (48,3 % en 2018), en diminution par rapport à 1990 (50,2 %). La répartition détaillée en 2018 est la suivante : 
milieux à végétation arbustive et/ou herbacée (48,2 %), cultures permanentes (37,8 %), zones agricoles hétérogènes (9,8 %), zones urbanisées (2,5 %), eaux continentales (1,6 %), forêts (0,1 %). L'évolution de l’occupation des sols de la commune et de ses infrastructures peut être observée sur les différentes représentations cartographiques du territoire : la carte de Cassini (XVIIIe siècle), la carte d'état-major (1820-1866) et les cartes ou photos aériennes de l'IGN pour la période actuelle (1950 à aujourd'hui).

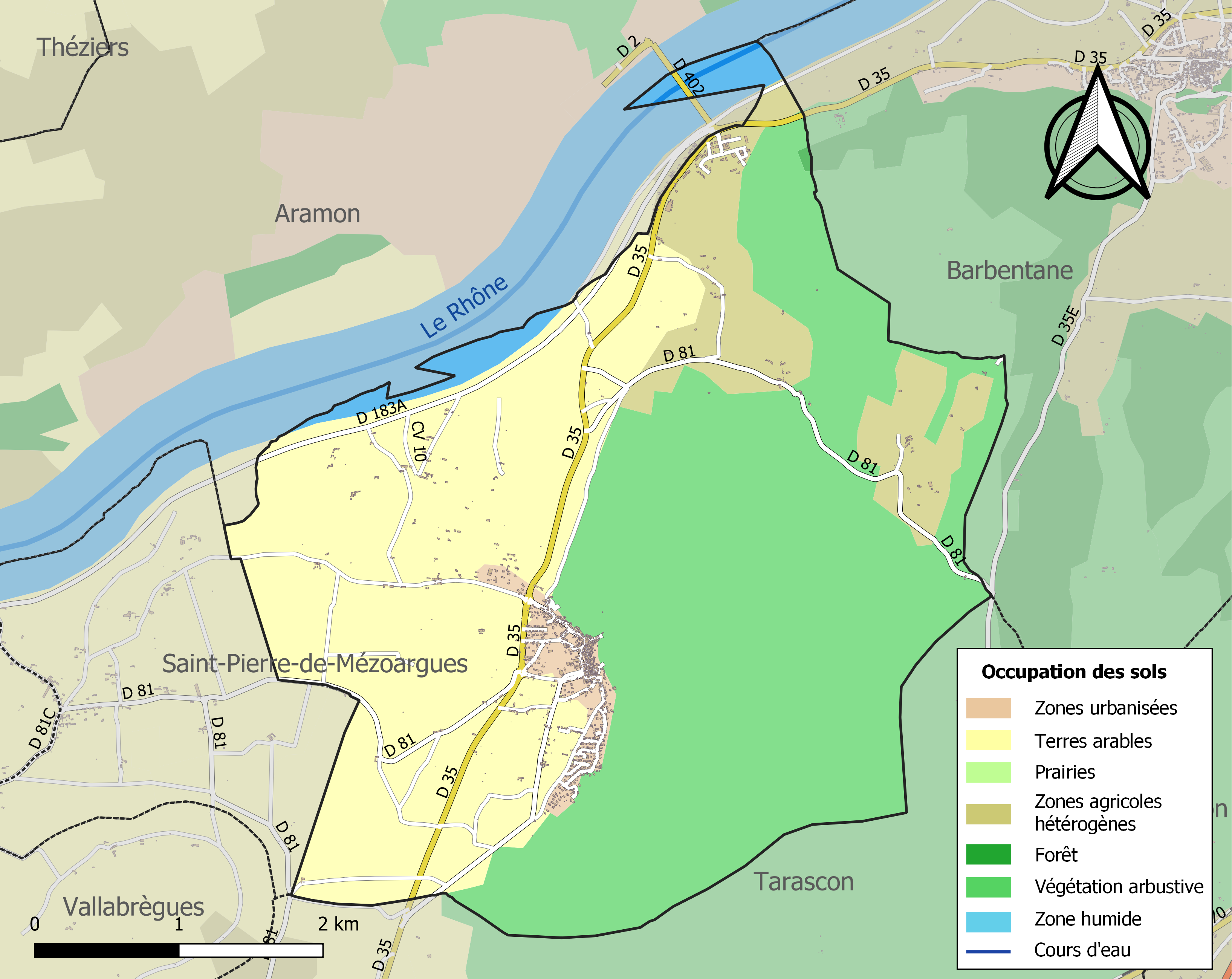
Carte des infrastructures et de l'occupation des sols de la commune en 2018 (CLC).

## Toponymie
Boulbon vient de la racine celtique, voire pré-cetique, *borb, qui désignait des sources généralement chaudes : en effet Bormo ou Borvo était la divinité gauloise des sources thermales.

## Histoire

### Moyen Âge
Bertrand de Boulbon, viguier de Marseille, habitant de Tarascon, fut coseigneur de Boulbon. Le 18 mai 1311, il acheta au prix de 150 livres reforciats, au chevalier Randonus de Villanova, une maison situé à Tarascon. En 1322, avec Jacques Gantelmi, coseigneur de Boulbon, il ordonne la réunion des gens de Boulbon pour rédiger un compromis entre la communauté et le prieur du lieu au sujet des dîmes. Selon Papon, il sert dans l'armée du duc de Calabre en Romanie, en 1328. Son fils et héritier, le chevalier Bérenger Boulbon, est nommé châtelain de Meyrargues en 1348 et est alors appelé par la reine "magistro hostiario familiari.
La mort de la reine Jeanne Ire ouvre une crise de succession à la tête du comté de Provence, les villes de l’Union d'Aix (1382-1387) soutenant Charles de Duras contre Louis Ier d'Anjou. Le roi de France, Charles VI, intervient et envoie le sénéchal de Beaucaire, Enguerrand d'Eudin, qui fait la conquête de Boulbon à l’été 1383. Lorsque Louis Ier meurt et que sa veuve, Marie de Blois, arrive en Provence pour défendre les droits de son fils Louis II, elle réclame que le sénéchal lui cède la ville, ce qu’il refuse par instruction du roi de France. Le vicomté de Boulbon est érigé en comté en octobre 1608 en faveur d'André d'Oraison.

## Politique et administration

### Tendances politiques
- Élection présidentielle de 2007[20] :
  - 1er tour (candidats ayant obtenu plus de 5 % des suffrages exprimés) : 40,04 % pour Nicolas Sarkozy (UMP), 20,56 % pour Jean-Marie Le Pen (FN), 13,86 % pour François Bayrou (UDF), 13,32 % pour Ségolène Royal (PS), 88,99 % de participation ;
  - 2e tour : 71,51 % pour Nicolas Sarkozy (UMP), 28,49 % pour Ségolène Royal (PS), 88,75 % de participation.
- Élection présidentielle de 2002[21] :
  - 1er tour (candidats ayant obtenu plus de 5 % des suffrages exprimés) : 29,44 % pour Jean-Marie Le Pen (FN), 13,67 % pour Jacques Chirac (RPR), 10,56 % pour Jean Saint-Josse (CPNT), 7,56 % pour Lionel Jospin (PS), 6,56 % pour François Bayrou (UDF), 5,44 % pour Bruno Mégret (MNR), 81,98 % de participation ;
  - 2e tour : 64,49 % pour Jacques Chirac (RPR), 35,51 % pour Jean-Marie Le Pen (FN), 86,93 % de participation.

### Liste des maires
| Période      | Période  | Identité         | Étiquette | Qualité                           |
| ------------ | -------- | ---------------- | --------- | --------------------------------- |
|              | 2020     | Bernard Dupont   | DVD       | Agent technique/technicien        |
| 2020         | 2022     | Christian Gilles | SE        | Agriculteur                       |
| février 2022 | En cours | Jérémie Becciu   |           | Directeur du MIN de Châteaurenard |

## Population et société

### Démographie
L'évolution du nombre d'habitants est connue à travers les recensements de la population effectués dans la commune depuis 1793. Pour les communes de moins de 10 000 habitants, une enquête de recensement portant sur toute la population est réalisée tous les cinq ans, les populations de référence des années intermédiaires étant quant à elles estimées par interpolation ou extrapolation. Pour la commune, le premier recensement exhaustif entrant dans le cadre du nouveau dispositif a été réalisé en 2008.

En 2022, la commune comptait 1 531 habitants, en évolution de +2,41 % par rapport à 2016 (Bouches-du-Rhône : +2,48 %, France hors Mayotte : +2,11 %).
| 1793 | 1800 | 1806  | 1821 | 1831  | 1836  | 1841  | 1846  | 1851  |
| ---- | ---- | ----- | ---- | ----- | ----- | ----- | ----- | ----- |
| 850  | 989  | 1 008 | 985  | 1 041 | 1 110 | 1 171 | 1 261 | 1 236 |

| 1856  | 1861  | 1866  | 1872  | 1876  | 1881  | 1886  | 1891  | 1896  |
| ----- | ----- | ----- | ----- | ----- | ----- | ----- | ----- | ----- |
| 1 240 | 1 268 | 1 227 | 1 207 | 1 121 | 1 112 | 1 073 | 1 026 | 1 015 |

| 1901  | 1906  | 1911  | 1921 | 1926 | 1931 | 1936 | 1946 | 1954 |
| ----- | ----- | ----- | ---- | ---- | ---- | ---- | ---- | ---- |
| 1 011 | 1 041 | 1 020 | 901  | 961  | 922  | 912  | 875  | 863  |

| 1962 | 1968 | 1975 | 1982  | 1990  | 1999  | 2006  | 2008  | 2013  |
| ---- | ---- | ---- | ----- | ----- | ----- | ----- | ----- | ----- |
| 867  | 935  | 836  | 1 042 | 1 329 | 1 510 | 1 532 | 1 538 | 1 497 |

| 2018  | 2022  | - | - | - | - | - | - | - |
| ----- | ----- | - | - | - | - | - | - | - |
| 1 518 | 1 531 | - | - | - | - | - | - | - |

### Manifestations culturelles et festivités
Le Saint-Vinage de Boulbon (nommé aussi Procession des Bouteilles), la fête de la Saint-Eloi se déroulent chaque année. À cela on peut ajouter des manifestations taurines fréquentes qui se déroulent dans les rues de Boulbon ou dans des arènes.
Le village est désormais célèbre pour y abriter depuis 1985 un haut lieu du Festival d'Avignon : l'ancienne carrière Callet. C'est dans cette carrière que les représentations mythiques du Mahâbhârata de Peter Brook eurent en 1985 un succès mémorable.

### Personnalités liées à la commune
- Jacques Bondon (1927–2008), compositeur français.
- Guillaume Poitevin (1646-1706), joueur de serpent, maître de chapelle et compositeur français.
- Dominique de la Vayssière de Lavergne (1943), architecte, propriétaire et restaurateur du château.

### Héraldique
| Armes de Boulbon | Les armes peuvent se blasonner ainsi : De gueules à un lion d'argent. |

## Culture et patrimoine

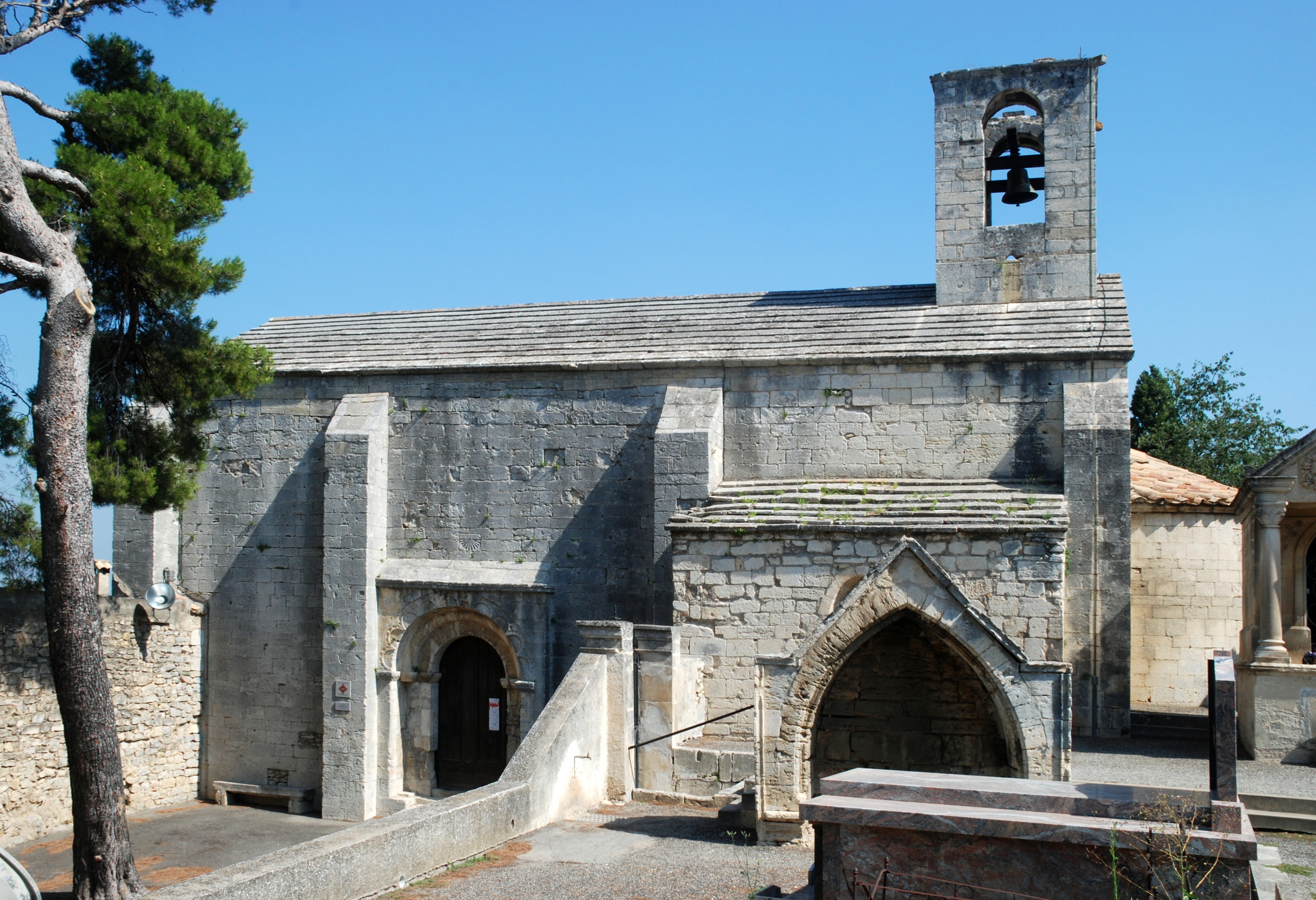
Chapelle Saint-Marcellin de Boulbon.

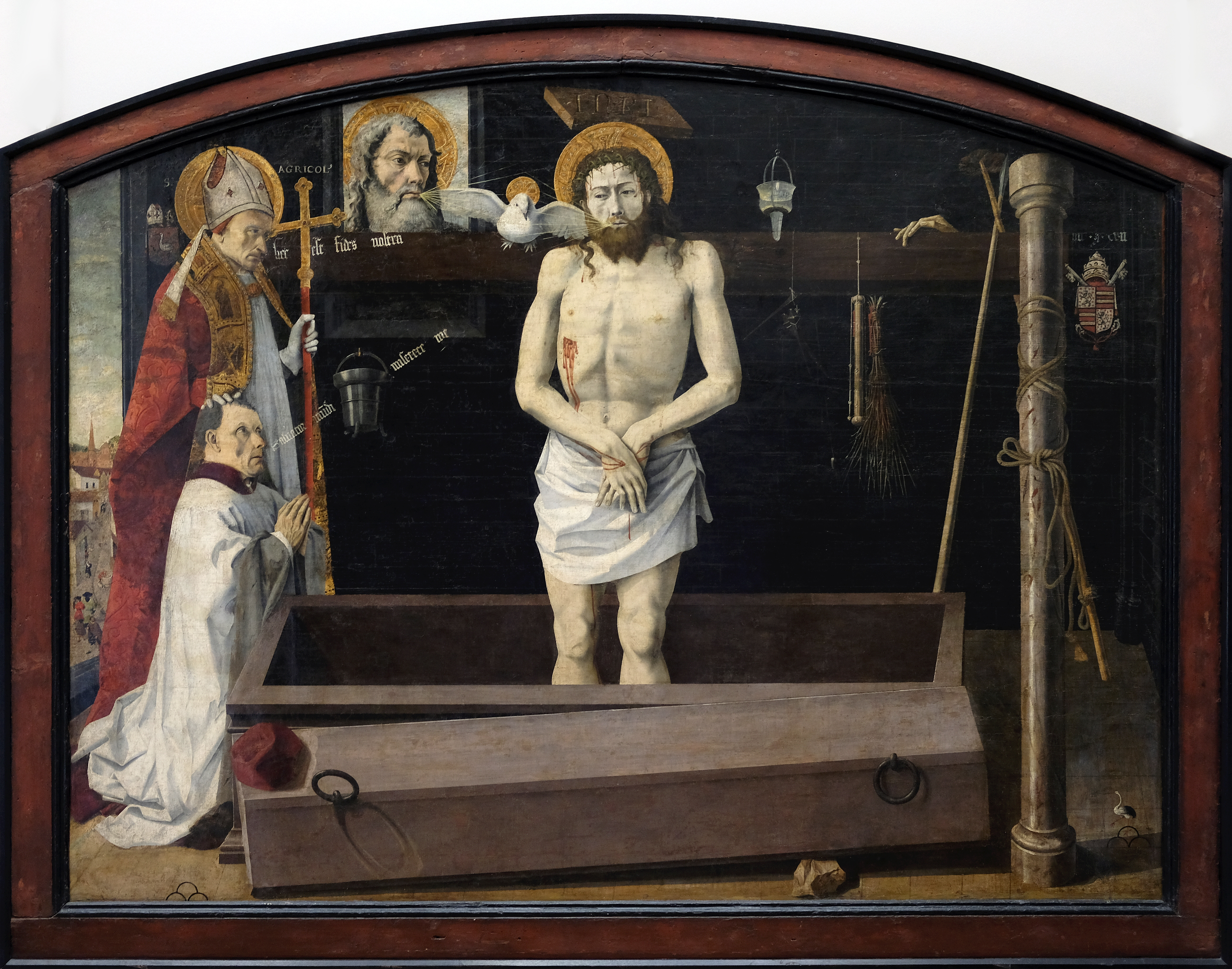
Le retable de Boulbon.

- Château de Boulbon, construit entre le XIe siècle et le XIVe siècle, remanié au XVIIe siècle, en ruine aujourd'hui mais en cours de restauration.
- Église Sainte-Anne de Boulbon. L'édifice a été classé au titre des monuments historiques en 1980[31].
- Église Saint-Joseph de Boulbon.
- Chapelle Saint-Marcellin de Boulbon qui a possédé le retable de Boulbon, peinture désormais exposée au musée du Louvre.
- Chapelle Saint-Julien de Boulbon.
- Le moulin Bonnet du XVIIIe siècle.